# Stefanie Kuljevan-Heck
Stefanie Kuljevan-Heck (* 1. Oktober 1985 in Lima, Peru) ist eine ehemalige deutsche Fußballspielerin.

## Karriere
Kuljevan-Heck gehörte zunächst ab 2005 zwei Spielzeiten lang der zweiten Mannschaft des FC Bayern München als Torhüterin in der viertklassigen Bayernliga an, danach in der Saison 2008/09 dem Bezirksoberligisten FC Stern München, mit dem sie die Meisterschaft gewann, im Pokalfinale jedoch mit 2:3 dem aus Saaldorf-Surheim stammenden SV Saaldorf unterlag.
Vom Bundesligisten SC 07 Bad Neuenahr verpflichtet bestritt sie für diesen an zwei Spieltagen in Folge ihre einzigen beiden Pflichtspiele. Ihr Bundesligadebüt gab sie am 8. November 2009 (8. Spieltag) bei der 1:2-Niederlage im Heimspiel gegen die SG Essen-Schönebeck mit Einwechslung für Romina Holz ab der 63. Minute – und musste in der 74. Minute den Essener Siegtreffer durch Sofia Nati hinnehmen. In ihrem zweiten Bundesligaspiel musste sie gar zwei Gegentore hinnehmen, doch ihre Mannschaft gewann das Heimspiel am 22. November 2009 gegen den FF USV Jena mit 6:2. In der Folgesaison bestritt sie sieben Punktspiele – fünf in Folge – für die Zweite Mannschaft in der drittklassigen Regionalliga Südwest. Konnte sie sich am 13. März 2011 (15. Spieltag) noch über den 7:1-Sieg im Auswärtsspiel gegen den SV Bardenbach freuen, so gab es am 22. Mai 2011 (22. Spieltag) Grund zur doppelten Freude. Zum einen wurde beim Liganeuling Blau-Weiß Niederlosheim mit dem 10:2-Sieg ein noch höheres Ergebnis erzielt, zum anderen hielt man den ärgsten Konkurrenten 1. FFC Montabaur auf Abstand und gewann die Meisterschaft.
Zur Saison 2011/12 zum FC Stern München zurückgekehrt kam sie für den Verein nicht mehr zum Einsatz.

## Erfolge
- Regionalligameister Südwest 2011
- Bezirksoberligameister 2009